# Arnäs kyrka
Arnäs kyrka är församlingskyrka i Arnäs församling i Härnösands stift.  

## Den gamla kyrkan
I början av 1300-talet byggdes en mindre stenkyrka på den plats där den nuvarande kyrkan finns. Rester av den kyrkan har hittats under den nuvarande kyrkan.
Från den gamla kyrkan finns bl.a. en mässhake från 1614 samt två träskulpturer från slutet av 1400-talet föreställande Jungfru Maria och Sankt Olof. Dessa statyer finns idag placerade inne i kyrkorummet.
Vid ett härjningståg 1721 bortförde ryssarna mycket av medeltidskyrkans inredning liksom det mesta av kyrkoarkivet.

## Den nya kyrkan
Den gamla kyrkan revs 1782 och den nya kyrkan började byggas samma år och invigdes 1784. Kyrkan, byggd i empirestil, ritades av Pehr Hagmansson och är en av de tidigaste kyrkorna som försågs med tornur. Uret kom från Hudiksvalls nedbrunna rådhus.
Den nuvarande altartavlan målades 1927 av professor Olle Hjortzberg. Den föreställer Kristus i två gestalter, den triumferande, skapande och den tröstande, stödjande och hjälpande. Ovanför altartavlan finns en staty av Gudslammet med segerfanan som vilar på boken med de sju inseglen. Statyn inköptes år 1880.
Den nya kyrkan har restaurerats flera gånger, senast år 1998.
Predikstolen, från 1880-talet, fick vid den senaste restaureringen ett tak tillverkat av Anders Åberg. Samme konstnär tillverkade även det votivskepp som hänger i koret ovanför dopfunten.
Det kan vidare nämnas att alla el-, värme- och vatteninstallationer gjordes om och kyrkan värms numera upp med bergvärme.
Fönstermålningarna i koret från 1927 togs bort och ersattes med omålat glas så att koret kom att bli mera ljust och öppet. Altarringen öppnades mitt fram och den gavs en ny tygklädsel som harmonierar med den rödcerisa färg som dominerar den nya kormattan.
I samband med renoveringen 1998 uppfördes också ett konstverk av Åke Lagerborg. Det består av tre höga, tunna stenblock i röd balmoralgranit och föreställer den Heliga Treenigheten. Konstverket är placerat vid den västra infarten till kyrkan.
Kyrkorgeln byggdes i början av 1800-talet av Arnässonen Pehr Strand. Orgeln byttes ut 1927, men står återigen på läktaren efter renovering till ursprungligt skick 1991. Den är idag en av Sveriges äldsta kyrkorglar som är i bruk. Bakom den nyklassicistiska orgelfasaden från 1808 ryms tretton stämmor, en manual och en bihängd pedalklaviatur.
Kyrkan äger tre kyrkklockor; Storklockan, gjuten 1898, mellanklockan, gjuten 1857 och lillklockan från 1709, vilken dock inte längre används.

## Orgel
- 1807 byggdes en orgel av Pehr Strand, Stockholm. Orgeln var mekanisk med slejflådor. Den hade ett tonomfång på 54/22. Stor oktaven i Burduna 16' och Basun 16' låter bara i pedalen. Orgeln magasinerades 1927.
- En ny orgel byggdes 1927 av Åkerman & Lunds Nya Orgelfabriks AB, Sundbybergs stad. Orgeln hade 18 stämmor, två manualer och pedal. 1959 ombyggdes och tillbyggdes orgeln av Gustaf Hagström Orgelverkstad, Härnösand och hade då 23 stämmor.
- Den nuvarande orgeln sattes upp 1991 av Robert Gustavsson Orgelbyggeri AB, Härnösand. Orgeln som sattes upp var den magasinerade orgeln byggd 1807 av Pehr Strand.

| Manual          | Pedal   |
| Principal 16' D | Bihängd |
| Burduna 16' B/D |         |
| Principal 8'    |         |
| Flagfleut 8'    |         |
| Fuigara 8'      |         |
| Gedackt 8'      |         |
| Octava 4'       |         |
| Täckfleut 4'    |         |
| Quinta 3'       |         |
| Superoctava 2'  |         |
| Mixtur III      |         |
| Basun 16'       |         |
| Trompet 8'      |         |

### Kororgel
Den nuvarande kororgeln byggdes 1966 av Grönlunds Orgelbyggeri, Gammelstad. Orgeln är mekanisk och har slejflådor. Tonomfånget är på 56/30.
| Manual            | Pedal      | Koppel  |
| Gedackt 8' B/D    | Subbas 16´ | Man/Ped |
| Principal 4´ B/D  |            |         |
| Rörflöjt 4' B/D   |            |         |
| Waldflöjt 2' B/D  |            |         |
| Cymbel II B/D     |            |         |
| Crescendosvällare |            |         |

En ny större kororgel planerades att byggas 1991 av Robert Gustavsson Orgelbyggeri AB, Härnösand.